# Kanadai krikettjátékosok (első osztály)
Az első osztályú kanadai krikettjátékosok listája.
| Név                                                | Aktív évek | Meccsek | Csapat                                                                      |
| -------------------------------------------------- | ---------- | ------- | --------------------------------------------------------------------------- |
| Derek Abraham                                      | 1973–1976  | 4       | Windward Szigetek                                                           |
| Crosbie Baber                                      | 1913       | 1       | Kombinált Kanada/USA XI                                                     |
| Ashish Bagai                                       | 2004–2006  | 7       | Kanada                                                                      |
| P.H. Barnes                                        | 1951       | 1       | Kanada                                                                      |
| Geoff Barnett                                      | 2004–2006  | 17      | Kanada,                                                                     |
| Timothy Bevington                                  | 1900–1913  | 14      | AJ Webbe's XI, Kombinált Kanada/USA XI, MCC, Middlesex County krikett Klub, |
| Latchman Bhansingh                                 | 1985–1989  | 2       | Berbice                                                                     |
| Ian Billcliff                                      | 1991–2006  | 45      | Auckland, Kanada, Otago, Wellington                                         |
| Lawrence Black                                     | 1903–1919  | 4       | Hampshire                                                                   |
| Kenneth Branker                                    | 1951–1956  | 2       |                                                                             |
| Tom Brierley                                       | 1931–1954  | 232     | Kanada, Glamorgan, Lancashire                                               |
| Garnet Brisbane                                    | 1959–1962  | 4       | Kombinált Islands, Windward Szigetek                                        |
| Edmund Burn                                        | 1954       | 2       | Kanada                                                                      |
| John Cameron                                       | 1906–1928  | 13      | Jamaica, West Indies,                                                       |
| Jimmy Cameron                                      | 1946–1959  | 21      | Kanada, Jamaica, West Indies                                                |
| David Chapman                                      | 1876–1877  | 2       | Cambridge Egyetem                                                           |
| Brian Christen                                     | 1951–1954  | 5       | Kanada                                                                      |
| Desmond Chumney                                    | 2004–2006  | 3       | Kanada                                                                      |
| Austin Codrington                                  | 2004       | 3       | Kanada                                                                      |
| George Codrington                                  | 2005       | 2       | Kanada                                                                      |
| Thomas Dale                                        | 1883       | 1       | USA                                                                         |
| Pubudu Dassanayake                                 | 1990–2006  | 108     | Bloomfield krikett and Athletic Club, Kanada                                |
| John Davison                                       | 1995–2006  | 50      | Kanada, Dél-Ausztrália, Victoria                                            |
| Nicholas de Groot                                  | 1995–2004  | 34      | Kanada, Guyana,                                                             |
| Sunil Dhaniram                                     | 1993–2006  | 20      | Kanada, Guyana                                                              |
| Haninder Dhillon                                   | 2004–2006  | 5       | Kanada                                                                      |
| Muneeb Diwan                                       | 1994       | 1       | Essex                                                                       |
| Marshall D'Souza                                   | 1962–1964  | 5       | Karachi B, Karachi Blues                                                    |
| Arthur Farmer                                      | 1834–1839  | 10      | Cambridge University, Cambridge Town Club, MCC, Surrey (pre county club)    |
| J.A. Gerrard                                       | 1951       | 1       | Kanada                                                                      |
| Archibald Gibson                                   | 1913       | 1       | Kombinált Kanada                                                            |
| Cuthbert Godwin                                    | 1926       | 2       | Somerset                                                                    |
| FIC Goodwin                                        | 1913       | 1       | Kombinált Kanada/USA XI                                                     |
| Lewis Gunn                                         | 1951–1954  | 2       | Kanada                                                                      |
| E. Hall                                            | 1894       | 1       | Players of the USA                                                          |
| Joseph Harris                                      | 1989       | 2       |                                                                             |
| Stewart Heaney                                     | 2006       | 2       | Kanada                                                                      |
| Percy Henderson                                    | 1913       | 1       | Kombinált Kanada/USA XI                                                     |
| Arthur Hendy                                       | 1951–1954  | 4       | Kanada                                                                      |
| Frank Henry                                        | 1882       | 1       | Middlesex                                                                   |
| Harold Heygate                                     | 1903–1919  | 6       | Sussex                                                                      |
| Edward Hull                                        | 1902–1911  | 9       | Jamaica, Jamaican Born                                                      |
| Henry Humphries                                    | 1906–1913  | 2       | Kombinált Kanada/USA XI, Somerset                                           |
| Nicholas Ifill                                     | 2005       | 2       | Kanada                                                                      |
| Peter Iles                                         | 1947–1952  | 2       | Auckland                                                                    |
| Rohan Jayasekera                                   | 1979–1982  | 8       | Sri Lanka,                                                                  |
| Sandeep Jyoti                                      | 2006       | 1       | Kanada                                                                      |
| Farooq Kirmani                                     | 1972–1975  | 17      | Karachi Blues, Karachi Whites, Sind,                                        |
| John Lucas                                         | 1946–1954  | 15      | Kanada                                                                      |
| Brian Magee                                        | 1954       | 1       | Kanada                                                                      |
| Ganesh Mahabir                                     | 1976–1988  | 33      |                                                                             |
| Bryan Mauricette                                   | 1967–1972  | 4       | Windward Islands                                                            |
| Don Maxwell                                        | 2004–2006  | 7       | Kanada                                                                      |
| Charles Mayo                                       | 1928       | 6       | Somerset County krikett Klub                                                |
| Jerome Mellow                                      | 1965–1967  | 7       | Kombinált Islands, Windward Szigetek                                        |
| Francis Morice                                     | 1886–1890  | 4       | Wellington                                                                  |
| Asif Mulla                                         | 2004–2006  | 3       | Kanada                                                                      |
| Clement Neblett                                    | 1973–1978  | 6       | Demerara, Guyana                                                            |
| Edward Ogden                                       | 1883       | 1       | USA                                                                         |
| Henry Osinde                                       | 2005–2006  | 5       | Kanada                                                                      |
| Paul Owen                                          | 1990       | 3       | Kanada                                                                      |
| Hal Padmore                                        | 1951–1954  | 3       | Kanada                                                                      |
| Ashish Patel                                       | 2004       | 3       | Kanada                                                                      |
| Jason Patraj                                       | 2004       | 1       | Kanada                                                                      |
| Alan Percival                                      | 1951–1954  | 5       | Kanada                                                                      |
| George Pitts                                       | 1914       | 2       | Middlesex                                                                   |
| Walter Price                                       | 1904       | 3       | Worcestershire                                                              |
| Ravishankar Puvendran                              | 2006       | 2       | Kanada                                                                      |
| Qaiser Ali                                         | 2005–2006  | 5       | Kanada                                                                      |
| Robert Quintrell                                   | 1954       | 4       | Kanada                                                                      |
| Brian Rajadurai                                    | 1988–1991  | 31      | Sinhalese Sports Club, Sri Lankan krikett csapat, Sri Lanka A, Sri Lanka B  |
| Danny Ramnarais                                    | 1983–1987  | 3       | Berbice, Guyana                                                             |
| Hugh Reid                                          | 1913       | 1       | Kombinált Kanada/USA XI                                                     |
| Thomas Rilstone                                    | 1951–1954  | 3       | Kanada                                                                      |
| Basil Robinson                                     | 1947–1954  | 24      | Kanada, Oxford Egyetem                                                      |
| Abdool Samad                                       | 2006       | 1       | Kanada                                                                      |
| Kevin Sandher                                      | 2004–2006  | 6       | Kanada                                                                      |
| Abdul Sattaur                                      | 1984–1990  | 10      | Berbice, Guyana                                                             |
| Stuart Saunders                                    | 1913       | 1       | Kombinált Kanada/USA XI                                                     |
| Glenroy Sealy                                      | 1965       | 1       |                                                                             |
| Shivnath Seeram                                    | 1985       | 1       | Demerara                                                                    |
| Easan Sinnathamby                                  | 2004       | 1       | Kanada                                                                      |
| Peter Stead                                        | 1954       | 3       | Kanada                                                                      |
| Zubin Surkari                                      | 2004–2005  | 6       | Kanada                                                                      |
| Tariq Javed                                        | 1964–1968  | 5       | Karachi Education Board, Karachi University, Karachi Whites                 |
| Francis Terry                                      | 1882–1885  | 10      | Somerset                                                                    |
| Sanjayan Thuraisingam                              | 2004       | 2       | Kanada                                                                      |
| Dean Trowse                                        | 1952–1955  | 22      | South Australia                                                             |
| Umar Bhatti                                        | 2004–2006  | 8       | Kanada                                                                      |
| Sir Casimir Cartwright van Straubenzee vezérőrnagy | 1899       | 1       | MCC                                                                         |
| Nesbit Wallace                                     | 1863–1885  | 6       | Gloucestershire, Hampshire, MCC                                             |
| Osmond Wallace                                     | 1904       | 1       | Trinidad                                                                    |
| Steven Welsh                                       | 2006       | 1       | Kanada                                                                      |
| Robert Wilson                                      | 1956–1957  | 13      | Free Foresters, Oxford Egyetem                                              |
| Herbert Wookey                                     | 1913       | 1       | Kombinált Kanada/USA XI                                                     |
| Walter Wright                                      | 1879–1899  | 289     | Kent, MCC, Nottinghamshire plus 16 other csapats.                           |
| Alfred Young                                       | 1890       | 1       | Kent                                                                        |
| Zahid Hussain                                      | 1994–2004  | 6       | Kanada, Habib Bank Limited, Sargodha                                        |